# 布雷斯特 (下萨克森州)
布雷斯特（德語：Brest，發音：[bʁɛst] ⓘ）是德国下萨克森州的市镇，属于施塔德县。该市镇总面积为24.57平方千米，截至2023年12月31日总人口为767人。